# Koenen (woordenboek)

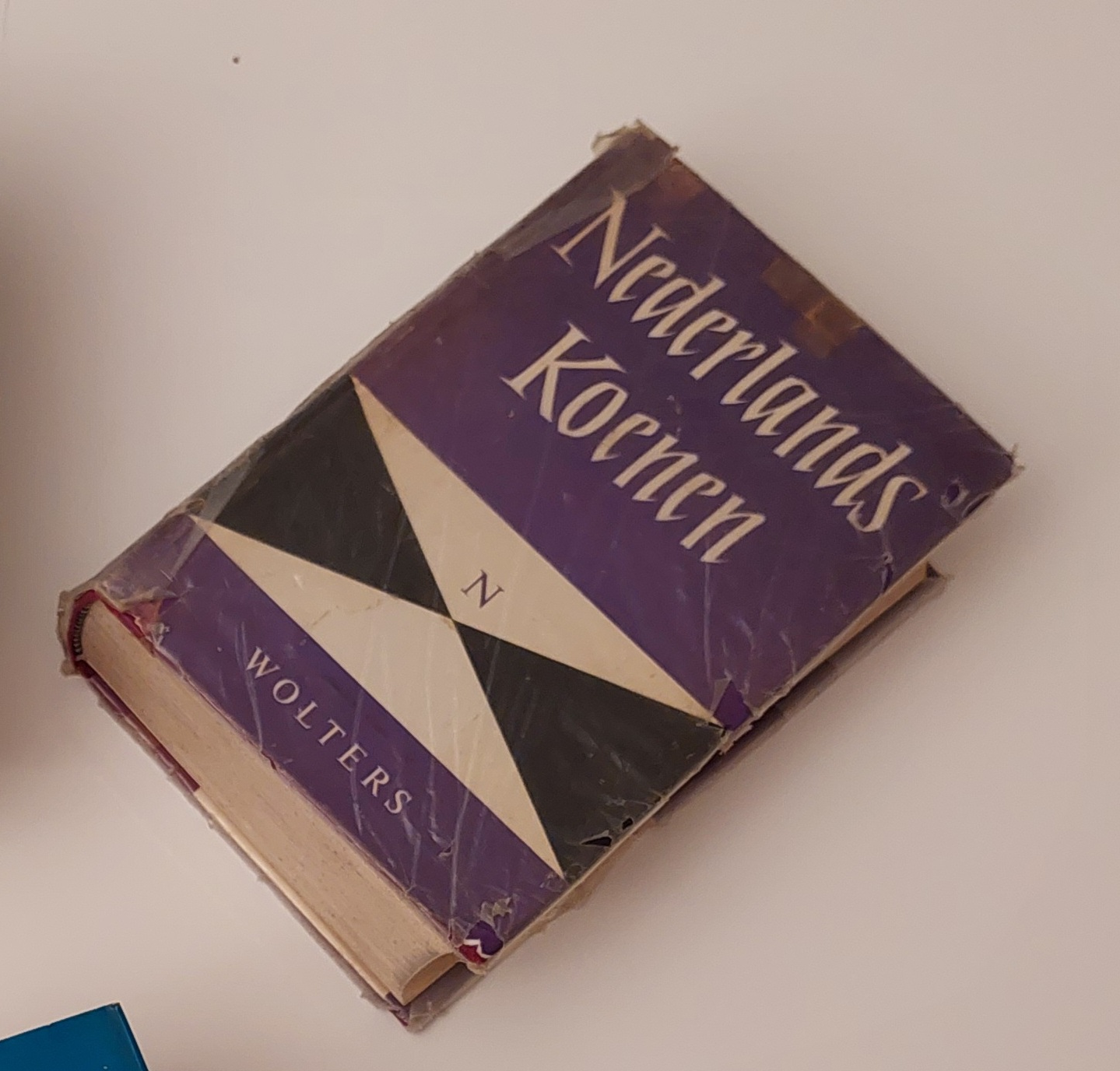
Woordenboek met de stofomslag ontworpen door Susanne Heynemann

De Koenen is een woordenboek van het Nederlands. Het wordt ook wel Wolters' Handwoordenboek Nederlands genoemd. 
Het woordenboek richt zich op korte, kernachtige definities. Het is met name bedoeld voor gebruik in het middelbaar onderwijs.

## Geschiedenis
Mathijs Jacobus Koenen (1847-1920) stelde in 1897 de eerste druk samen. Jacobus Bernardus Drewes (geboren 1907) werkte mee aan latere drukken.
Het woordenboek werd in de jaren zestig uitgegeven door Noordhoff Uitgevers. In 2021 verscheen de 30ste druk bij VBK Media.
W.Th. de Boer verwerkte de nieuwe spelling met medewerking van H.J. Claeys en P. Tack.